# Tobias Forge
Tobias Jens Forge (* 3. března 1981 Linköping) je švédský zpěvák a frontman hard rockové skupiny Ghost. Vystupuje pod uměleckými jmény Cardinal Copia, Papa Emeritus nebo Papa Perpetua Skupinu založil v roce 2006 se svými přáteli, se kterými se seznámil v jiných skupinách. Až do roku 2017 byla Forgeova identita a role zpěváka neznámá z důvodu anonymity celé skupiny. Jeho identitu prozradili ostatní členové skupiny po jejich soudním sporu.

## Začátky
Forge začal svojí hudební kariéru v roce 1996 se skupinou Superior pod přezdívkou Leviathan. V roce 1998 založil a zpíval ve švédské skupině Repugnant pod pseudonymem Mary Goore, která je nejspíš založena na irském kytaristovi Gary Moore. Skupina však nedosáhla tak velkého úspěchu, vydala pouze jedno album a zanedlouho se rozpadla. Mezi lety 2000 a 2002 Forge také působil pod stejnou přezdívkou jako kytarista ve skupině Crashdïet, která však také nedosáhla velkého úspěchu. Od roku 2002 do roku 2008 byl Forge vokalistou v pop-rockové skupině Subvision. V této skupině se také nacházeli Martin Persner a Gustaf Lindström, pozdější členové Ghostu, kteří hráli na kytaru. Skupina vydala dvě EP a jedno album. Forge, Persner a další budoucí člen Ghostu Simon Söderberg byli členy linköpingské alternative rockové skupiny Magna Carta Cartel. Forge hrál na kytaru a baskytaru, zatímco Persner a Söderberg hráli na kytaru a zpívali.

## Ghost
V roce 2006 začal Forge pracovat na novém projektu Ghost. Přidali se k němu i bývalí členové jeho skupin Persner, Lindström a Söderberg. Společně nahráli několik písniček a později se nahráli na již zaniklou sociální síť MySpace. Písničky se veřejnosti zalíbily a několik dní na to měl Forge několik nabídek od nahrávacích studií ke spolupráci. V roce 2010 vydal Ghost své debutové album Opus Eponymous. Za existenci skupiny bylo vydáno 5 studiových alb. Při každém albu Forge změní svojí identitu a skupinu vede „nový zpěvák“, ale vždy se jedná pouze o Forgeovu roli. Vzhledem k tomu, že skupina vystupuje v maskách a neposkytuje žádné rozhovory bez nich, byla identita všech členů až do roku 2017 neznáma. Forgeova identita byla odhalena při soudním sporu se zbytkem skupiny, která ho žalovala za nespravedlivé podmínky a výplaty. Forge soudní spor vyhrál a v roce 2018 svojí identitu potvrdil. Také oznámil, že se nejedná o konec skupiny a najal nové členy. Od tohoto roku také začal vystupovat on sám bez masky v různých rozhovorech a začal otevřeně mluvit o skupině a zákulisí. Do této doby vystupoval pouze jako „Special Ghoul“ zahalený v kostýmu.

## Život
Forge se narodil ve švédském městě Linköping do převážně křesťanského prostředí. Odmala mu byly vyprávěny příběhy o Ježíšovi a byl veden k víře v Boha. Uvedl, že během svého dospívání „nepochybně [vhodil] své ruce do rukou Satana“, přičemž uvedl své zkušenosti s přísnou nevlastní matkou a přísným učitelem náboženství, což ho vedlo k pocitu odcizení a nakonec přijal satanismus jako vzpurnou odpověď na to, co vnímal jako utlačující ideologie určitých křesťanů. Navzdory svému zájmu o satanismus se Forge nepovažuje za ateistu nebo protináboženského.
Forge měl o 13 let staršího bratra Sebastiana, který mu byl velkou inspirací. Představil mu filmy a hudbu jako např. Siouxsie and the Banshees, Kim Wilde, Rainbow, Kiss, a Mötley Crüe ve velmi útlém věku. Sebastian zemřel v důsledku srdečních komplikací 12. března 2010, tedy ve stejný den, kdy Ghost vydal své první demo písničky online.
Forge je ženatý a má dvě děti – dvojčata, syna Morrise a dceru Minou. Minou zpívá v písničce Ashes, album Prequelle, ke kterému slouží také jako předehra. Morris je uveden na coveru Enter Sandman od Metallicy, který Forge vytvořil na podporu transgender dětí.
Forge je členem Švédského řádu svobodných zednářů.